# Уродливый мальчуган
Уродливый мальчуган (англ. The Ugly Little Boy) — рассказ Айзека Азимова 1958 года.
Перевод на русский: С. Васильева (Уродливый мальчуган), 1964.
В 1991 году по мотивам рассказа написан роман «Безобразный малыш». Авторы Айзек Азимов и Роберт Силверберг.

## Сюжет
Трехлетний неандертальский ребёнок был перемещен в наше время в результате проведения экспериментов по путешествиям во времени корпорацией «Стасис». Он не может покинуть машину времени, поскольку это повлекло бы гигантскую потерю энергии и возникновения временных парадоксов. Корпорация нанимает детскую воспитательницу Эдит Феловс для ухода за ним.
Она сначала ужасается его вида, но потом начинает относиться к нему как к обычному человеку и пытается обеспечить ему лучшее будущее в этих условиях. Эдит вскоре начинает считать его своим собственным ребёнком, учась любить его и понимая, что он намного умнее, чем она сначала представляла. Она называет его «Тимми» и пытается обеспечить ему самое лучшее детство, чувства Эдит к Тимми приводит к конфликту с работодателем, для которого он больше экспериментальное животное, чем человек.
В конце концов «Статис» приходит к выводу, что получила от Тимми все имевшиеся у него знания, и что пришло время перейти к следующему проекту: перенос в настоящее время средневекового крестьянина. Ради этого ребёнка нужно вернуть в его собственное время. Эдит борется с этим решением, ибо Тимми не выживет там из-за усвоения им речи и появления зависимости от современных условий жизни. Она пытается вывезти мальчика из учреждения, но когда этот план терпит неудачу, она нарушает целостность модуля стазиса и возвращается в древнее прошлое с Тимми.